# Praolia
Praolia is een kevergeslacht uit de familie van de boktorren (Cerambycidae). De wetenschappelijke naam van het geslacht werd voor het eerst geldig gepubliceerd in 1884 door Bates.

## Soorten
Praolia omvat de volgende soorten:
- Praolia citrinipes Bates, 1884
- Praolia hayashii (Hayashi, 1974)
- Praolia mizutanii Niisato, 1989
- Praolia yakushimana Hayashi, 1976